# Neutal
Neutal è un comune austriaco di 1 087 abitanti nel distretto di Oberpullendorf, in Burgenland. Negli anni 1930 ha inglobato il comune soppresso di Schwabenhof.